# Antiglhütte
Antiglhütte ist eine Wüstung in der Gemeinde Horská Kvilda in Okres Klatovy, Tschechien.

## Geographie
Der Ort war früher Standort einer Glashütte an der Straße von Horská Kvilda nach Filipova Huť (Philippshütte) ca. einen Kilometer südwestlich von dem Ortsteil Horní Otygl (auch Horní Antýgl genannt) (deutsch: Bernstein/Bernsteinhäuser), zu dem Antiglhütte heute gezählt wird. Antiglhütte ist nicht zu verwechseln mit dem nahe gelegenen Antiglhof (Dolní Antýgl) an der Vydra, wo früher der Standort der Glashütte vermutet wurde.

## Geschichte
Laut älterer Literatur soll die Glashütte 1523 von dem Glasmeister Johann Fuchs aus Zwoischen gegründet worden sein. Nach neueren Erkenntnissen ist sie aber wesentlich jünger: Die Glashütte Tiefenthal (Hluboká) wurde 1786 hierher verlegt. Auf 1135 m Seehöhe errichtet, war sie eine der höchstgelegenen Glashütten des Böhmerwaldes. Der Name Antigl soll der Tradition nach von "ein Tiegel" – Hütte mit einem Schmelztiegel – herrühren. In seiner Familienkunde zitiert Josef Blau den Originaltext: "1523 kaufte Johann Fuchs, Glasmeister aus Zwoischen bei Bergreichenstein den Fluss Mader und den Wald Antigl..." Von einer Glashütte ist dabei nicht die Rede. Die Bezeichnung "Antigl" dagegen gab es demnach als Flurname schon vor der Gründung der Hütte. Die Benennung der Glashütte bezieht sich daher wohl auf die Lage an der Ostseite des Berges Antigl (Sokol), der mit 1253 Meter die höchste Erhebung dieser Gegend ist.
Als Betreiber der Hütte ist die Familie Eisner belegt. Besitzerin war Anna Maria Eisner (1725–1788), ihr Enkel Franz Ignaz Eisner (1766–1822) führte den Betrieb. Im Schematismus für das Königreich Böhmen auf das Jahr 1805 heißt es zur Antiglhütte: „Ignaz Eisner, Glasmeister und Pächter, fertigt Hohlglas und Patterl (Perlen).“ In den Matriken für Antiglhütte (Pfarrei Außergefild) sind aber 1803 der Tafelglasmacher Jakob Schmid, sowie zwischen 1801 und 1815 der Tafelglasmacher Johann Hirsch verzeichnet, so dass auch die Herstellung von Tafelglas anzunehmen ist. In den Jahren 1988 bis 1991 führte der Archäologe Jiri Fröhlich Grabungen am Hüttenstandort durch. Archäologisch nachgewiesen werden konnte dabei die Herstellung von Hohlglas und Patterl (Perlen) in verschiedenen Farben. Den Funden zufolge wurde auch Tafelglas mittlerer Qualität erzeugt. Fröhlich vermutet, dass man auf der Antiglhütte Tafeln für die Werkstätten der Hinterglasmaler im nahe gelegenen Außergefild hergestellt hat; der Ort war ein bedeutendes Zentrum der Hinterglasmalerei. Geschliffenes oder graviertes Glas wurde bei den Grabungen zwar nicht gefunden, aber sicherlich gefertigt. Von 1800 bis 1816 ist der Glasschneider (Graveur) Josef Schmid in den Matriken bezeugt. Zusammen mit seinem 1802 in Antiglhütte geborenen Sohn Josef machte er sich nach 1818 selbständig und wurde ein erfolgreicher Glasfabrikant in Böhmen und Bayern. Die geschliffenen und gravierten Gläser der Firma Schmid wurden mit mehreren Preisen ausgezeichnet.
Die Antiglhütte wurde 1818 geschlossen und der Ort danach weitgehend verlassen. Heute steht nur noch ein Gebäude, das "Jägerhaus", ein typisches Böhmerwaldhaus mit Glockentürmchen, das als Ferienhaus genutzt wird. Das Haus ist als Kulturdenkmal ausgewiesen.